# Jakob B. Brandeis
Jakob Berman Brandeis (geboren am 3. Juni 1835 in Prag; gestorben am 20. September 1912 in Wien) war ein Verleger in Prag.

## Leben
Er stammte väterlicherseits aus einer alten Prager Rabbinerfamilie. Ein Vorfahre Moshe Brandeis war ein Schwiegersohn des legendären Rabbi Löw, der Großvater Baruch Jehuda Brandeis war Rabbiner und Mitglied am Rabbinatsgericht in Prag. Der Vater Berman Brandeis war Prokurist und Chefkassierer im jüdischen Bankhaus Lämel in Prag.
Jakob Brandeis schrieb seit den 1860er Jahren für verschiedene Prager Zeitungen und engagierte sich besonders gegen den Antisemitismus. 1864 eröffnete er eine Druckerei, 1880 gründete er eine Buchhandlung mit Verlag am Altstädter Markt 5. Um 1895 verlegte er diesen in die Zeltnergasse (Celetná),  1899 gründete er eine Zweigniederlassung in Breslau in Preußen.
1911 übernahm der Sohn Richard Brandeis den Verlag Jakob B. Brandeis und führte ihn bis 1941 fort. 1942 wurde er deportiert und starb 1942 im KZ Theresienstadt.

## Publikationen
Im Verlag von Jakob B. Brandeis erschienen zahlreiche Publikationen zu jüdischen Themen, darunter Gebetbücher, Unterweisungen, Zeitschriften, Kalender und die Jüdische Universalbibliothek, meist in deutscher Sprache, einige in Hebräisch oder Tschechisch.
Er verkaufte auch jüdische rituelle Gebrauchsgegenstände wie Gebetschals oder Kerzen.